# Italo Antico
Italo Antico (Cagliari, 25 agosto 1934) è uno scultore, designer e insegnante italiano, protagonista del rinnovamento artistico in Sardegna, fin dagli inizi degli anni sessanta.

## Biografia
Figlio di un ufficiale dei carabinieri, Italo Antico trascorre la sua infanzia in varie località, da Scutari in Albania a Genova, da Trieste a Grosseto. Rientrato in Sardegna alla fine degli anni quaranta si iscrive all'istituto nautico di Cagliari, che lo avvierà, alla fine del decennio successivo, ad una breve ma intensa carriera da ufficiale di marina. Durante gli studi una malattia polmonare lo costringe a trascorrere lunghi mesi in un sanatorio a Sondalo in Valtellina, dove inizia a dedicarsi al disegno e dove conosce, tra gli altri pazienti, il pittore Attilio Zandarin, originario della provincia di Padova. Grazie a questa amicizia, Antico si avvicina all'arte, ai suoi valori e alle sue svariate possibilità espressive, dedicandosi a varie tecniche grafiche, matita, inchiostro, gessi colorati e realizzando, oltre a numerosi fogli sparsi, diversi taccuini rilegati. Inizia a sperimentare il valore del segno e degli accostamenti cromatici.
Nel 1956, ottenuto il diploma nautico, frequenta per un paio d'anni l'Istituto Universitario Navale a Napoli. Nella città partenopea incontra Edilio Petrocelli che lo introduce all'arte della lavorazione dei metalli, insegnandoli le tecniche dello sbalzo e del cesello.  Questa esperienza sarà fondamentale per i lavori scultorei in lamiera a sbalzo che eseguirà a partire dai primi anni sessanta (Figura, 1961; Esodo, 1961-62). Si imbarca due anni più tardi e per oltre un anno come allievo ufficiale su una nave petroliera che lo porterà a scoprire le Americhe. Il secondo viaggio, dopo una breve sosta a Cagliari, lo porterà verso l'Oriente, Singapore, Golfo Persico, Australia, Nuova Zelanda e infine in Giappone, dove si trattiene per un mese.
Inizia in questi anni a dipingere le sue prime pitture ad olio su tele grezze, recuperate a bordo delle navi e ad eseguire qualche lavoro in basso ed altorilievo su rame. I primi dipinti su tele grezze, realizzati durante la navigazione, tra cui Apparizioni (1958) e Caraibi (1959), esprimono un'innovata carica grazie all'incontro con l'esotico delle terre lontane. L'influenza della cultura orientale si trasmette in alcune opere degli inizi degli anni sessanta dove le figure si fanno più sinuose e filiformi paragonabili agli ideogrammi della scrittura giapponese, così in 'Danzatrici' (1960) o nel 'Tramonto' (1961).
All'inizio degli anni sessanta rientra in Italia, prima trascorrendo tre mesi ad Arco di Trento, presso il suo amico pittore Zandarin, per dedicarsi alla pittura ad olio (realizza 'I Dannati al Tragico Corteo della Fame' (1961)), poi, tornato nella sua città natale, si dedica definitivamente all'attività artistica, per la quale abbandona la carriera nautica.
Numerose sono le opere in questi anni, sia commissioni pubbliche che private, soprattutto in metallo sbalzato (rame, ferro), molte delle quali riflettono il proprio attaccamento alla cultura e alla storia della sua terra, come 'Esodo', 1961-62 per il Credito Industriale Sardo, e 'Sardegna', 1961-62, per l'Ente del Turismo della Provincia di Cagliari. Vari anche i lavori per luoghi sacri, come il 'Crocifisso', bassorilievo in rame del 1963, per la chiesa di San Domenico a Cagliari, oppure la 'Via Crucis' del 1965-66, per la chiesa di Santa Maria Ausiliatrice a Guspini. La sperimentazione artistica lo porterà a cimentarsi ad utilizzare altri materiali quali la ceramica ('Al sole', 1966-67, bassorilievo per la scuola elementare Bingi Matta a Cagliari) o il polistirolo, con il quale invece indagherà forme plastiche a tutto tondo ('Feticcio', 1967; 'Feticcio TV', 1966). Si dedica anche alla realizzazione di disegni per tappeti, maschere in legno, piastrelle e alcuni pezzi di design. Parallelamente alle sue opere scultoree, Antico, inizia anche la creazione di gioielli, che ripercorrono o spesso addirittura anticipano certe idee monumentali.
È partecipe del Centro di Cultura Democratica di Cagliari e in questi anni inizia ad esporre nelle mostre regionali e collettive con sculture, disegni, pitture ad olio e gioielli, e contemporaneamente si dedica all'insegnamento.
Alla fine degli anni sessanta si accosta all'acciaio, che diventerà, da qui in avanti, il materiale maggiormente utilizzato per le sue opere.
La prima mostra personale si inaugura nel 1972 alla Galleria Cadario di Milano, presentata da Gillo Dorfles.
Nel 1977 si trasferisce a Milano dove insegna al Liceo Artistico di Brera, continuando a dedicarsi attivamente all'attività artistica e partecipando a numerose mostre sia collettive che personali. Dal 1984 fino al 1999 svolge il ruolo di Preside del Liceo Artistico Boccioni di Milano, costituendo il primo liceo artistico sperimentale.
Nel 2021 Antico dona 49 opere all'Università degli Studi di Cagliari e a fine dello stesso anno dona altre opere al Museo Nazionale di Cagliari con presentazione della donazione il 2 aprile 2024. 

## Opere

### Principali mostre personali
| Anno | Città           | Luogo                            |
| ---- | --------------- | -------------------------------- |
| 1972 | Milano          | Galleria Cadario                 |
| 1973 | Nuoro           | Galleria Chironi 88              |
| 1973 | Bruxelles       | Galleria Contour                 |
| 1973 | Cagliari        | Galleria Arte Duchamp            |
| 1973 | Genova          | Galleria Arteverso               |
| 1974 | Pavia           | Collegio Cairoli                 |
| 1974 | Torino          | Galleria Mantra                  |
| 1976 | Bergamo         | Galleria G72                     |
| 1976 | Milano          | Galleria Naviglio                |
| 1978 | Como            | Galleria Il Salotto              |
| 1979 | Alassio         | Galleria Galliata                |
| 1979 | Bari            | Cooperativa Esperienze Culturali |
| 1980 | Trieste         | Galleria Tommaseo                |
| 1982 | Omegna          | Galleria Spriano                 |
| 1983 | Macelsine       | Museo del Castello               |
| 1983 | Milano          | Galleria Mercato del Sale        |
| 1983 | Suzzara         | Galleria d'Arte Contemporanea    |
| 1984 | Milano          | Galleria D'Ars                   |
| 1986 | Gubbio          | Gubbio 86                        |
| 1990 | Vienna          | Galleria Rondula                 |
| 1992 | Mosonmagyarovar | Centro Culturale                 |
| 1994 | Venezia         | Galleria Traghetto               |
| 1997 | Bolzano         | Museion Museo d'Arte Moderna     |
| 2004 | Milano          | Spazio Temporaneo                |
| 2005 | Cagliari        | Exmà                             |
| 2006 | Prunetto        | La via del sale                  |
| 2013 | Cagliari        | H. Marina                        |
| 2013 | Nuoro           | M.A.N.                           |

### Principali mostre collettive
- 1964	Cagliari - IV Rassegna Regionale
- 1972 Milano - Galleria Cadario
- 1973 Bruxelles - Galleria Contour
- 1973 Cagliari - Galleria Arte Duchamp
- 1973 Genova - Galleria Arteverso
- 1973	Gubbio	- VII Biennale d'Arte del Metallo
- 1974 Pavia - Collegio Cairoli
- 1974 Torino - Galleria Mantra
- 1975	Milano	- Galleria Blu, Tre modi attuali di scultura
- 1976 Bergamo - Galleria G72
- 1976	Bologna	- Galleria Naviglio, Arte Fiera
- 1977	Basilea	- Galleria Naviglio, International Kunstmesse
- 1977 	Milano	- Studio Marconi, Oggetto e Processo
- 1977 	Padova	- Biennale Internazionale di Scultura
- 1978	Parigi	- Galleria Galliata FIAC
- 1978 	Termoli	- XXIII Premio Castello Svevo
- 1979	Bergamo	- Galleria Lorenzelli, Scultura Contemporanea
- 1979 	Il Cairo - Istituto di Cultura, Artisti Italiani in Egitto
- 1980	Roma	- Galleria Nazionale d'Arte Moderna, Arte e Critica
- 1980 	Vienna	- Schmuck International 1900-1980
- 1981	Milano	- Castello Sforzesco, I materiali delle arti
- 1981 	Roma	- Palazzo delle Esposizioni, Linea della ricerca artistica in Italia 1960-1980
- 1981	Verona	- Museo di Castelvecchio, Il luogo della forma
- 1982	Bilbao	- Arteder '82
- 1982	Rockenhausen - Daniel Henry Kanweiler Preis
- 1983	Suzzara	- Galleria Civica d'Arte Contemporanea
- 1990	Milano	- Palazzo delle Stelline, Un'arte per il sottosuolo
- 1995	Milano	- Museo della Permanente, Percorsi dell'astrazione a Milano
- 1995	Passau	- Anna Kapelle, Gruppo '91
- 1997	Gent	- Lineart International ArtFair Sculture
- 1999	Pavia	- Giardini Malaspina, Dialogo fra generazioni. Mezzo secolo di scultura italiana
- 2005	Milano	- Fondazione Arnaldo Pomodoro, La scultura italiana del XX secolo
- 2008	Milano	- Fondazione Arnaldo Pomodoro, La collezione permanente
- 2009	Milano	- Progetti per Milano, Sculture nella città
- 2009	Sassari	Domo
- 2013	Racconigi (Cuneo)- Real Castello di Racconigi, Biennale Internazionale di Scultura

### Opere in musei e collezioni pubbliche
| Città        |                                                   |                                                                                     | Dimensioni   | Anno |
| ------------ | ------------------------------------------------- | ----------------------------------------------------------------------------------- | ------------ | ---- |
| Cagliari     | C.I.S. - Banca di Credito Sardo                   | Bassorilievo in rame                                                                | m. 4 x 4     | 1961 |
|              |                                                   | Scultura in acciaio inossidabile                                                    | m. 3         | 1976 |
| Cagliari     | Ente Provinciale per il Turismo                   | Bassorilievo in rame                                                                |              | 1962 |
| Cagliari     | Chiesa di San Domenico                            | Crocifisso in rame                                                                  | cm 190 x 150 | 1964 |
| Fonni        | Cimitero                                          | Scultura in bronzo                                                                  | cm 170 x 50  | 1965 |
| Cagliari     | Genio Civile - Opere Marittime                    | Bassorilievo in rame Porti della Sardegna                                           |              | 1965 |
| Iglesias     | C.C. Circolo Ufficiali                            | Altorilievo in lamiera di otto figure                                               | m 2 x 0,80   | 1965 |
| Porto Torres | Capitaneria di porto                              | Scultura in acciaio                                                                 | m 3          | 1966 |
| Cagliari     | Scuola Elementare “Bigia Mata” is mirrionis       | Bassorilievo in ceramica                                                            | m 7 x 1      | 1966 |
| Guspini      | Chiesa di Santa Maria - Via Crucis                | Bassorilievo in rame                                                                |              |      |
| Castiadas    | Chiesa dell'Annunziata                            | Portale bassorilievi in rame                                                        |              | 1967 |
| Piacenza     |                                                   | Scultura in acciaio inossidabile per concorso Istituto Agrario                      |              | 1967 |
| Cagliari     | Galleria Comunale d'Arte                          | Due sculture da concorso                                                            |              | 1970 |
|              |                                                   | Una struttura per collezione contemporanea                                          |              | 1975 |
| Oristano     | Cimitero                                          | Cappella Castaldi                                                                   | cm 150 x 150 | 1975 |
| Vigevano     | Comune                                            | Concorso per monumento alla resistenza – Scultura in acciaio inossidabile e granito |              | 1980 |
| Milano       | Cimitero monumentale                              | Scultura in acciaio inossidabile                                                    |              | 1980 |
| Suzzara      | Galleria Premio Suzzara                           | Scultura in acciaio inossidabile                                                    | m. 3 x 50    | 1983 |
| Bolzano      | Museion Galleria Arte Contemporanea               | Scultura in acciaio inossidabile                                                    |              | 1987 |
| Malcesine    | Collezione H. Bellevue                            | Scultura in acciaio inossidabile                                                    |              | 1997 |
| Milano       | Fondazione Pomodoro                               | Scultura in acciaio inossidabile su granito                                         |              | 2007 |
| Milano       | Collezione della Permanente                       | Scultura in acciaio inossidabile su marmo                                           |              | 2010 |
| Nuoro        | Galleria dell'Arte Moderna e contemporanea M.A.N. | Scultura in acciaio inossidabile su marmo                                           |              | 2013 |

### Catologhi
- Mila Leva Pistoi, Arbiter, Torino, 1968
- Gillo Dorfles, Personale di scultura e gioielli, Galleria Cadario, Catalogo, Milano, 1972
- Placido Cherchi, Catalogo Galleria d'Arte Duchamp, Cagliari, 1973
- Corrado Maltese, Catalogo Galleria Arteverso, Genova, 1973
- Aldo Passoni, Italo Antico: mostra personale di sculture, serigrafie, tappeti, gioielli, Catalogo Galleria Mantra, Torino, 1974
- Enrico Crispolti, Tre modi attuali di scultura: Antico, Skoda, Trazzi, Catalogo Galleria blu, Milano, 1975
- Gillo Dorfles, Catalogo Galleria del Naviglio, Milano 1976
- Luciano Caramel, Perché e Come, Catalogo Didattica 2, Modigliana, 1977
- Marisa Volpi Orlandini, Catalogo Nazionale di scultura, n. 3 (1979), n. 6 (1981)
- Alberto Veca, Ricognizione sulla scultura, Centro Culturale Rondottanta, Sesto S. Giovanni, 1980
- Rossana Bossaglia, Presentazione in D'Ars 101, 1983
- Paolo Fossati, Catalogo Museo d'Arte Contemporanea, Suzzara, 1983
- Gillo Dorfles, Catalogo Museo d'Arte moderna, Bolzano, 1997
- Alberto Veca, I luoghi della scrittura, Spaziotemporaneo, Milano, 2004

### Libri
- (EN) Alessandro Sitzia e Duccio Nobili, Italo Antico : signs of light, Silvana editoriale, 2023,  p. 96, ISBN 978-883-66-5267-9.
- Giuliana Altea, I gioielli d'arte in Sardegna, Sassari, Carlo Delfino, 1995,  p. 295, ISBN 978-887-13-8130-5.
- Eleonora Bairati e Anna Finocchi, Arte in Italiana, vol. 3, Loescher, 1985,  p. 500, ISBN 8820116413.
- Simona Campus, Di Mare e d'Accaio, l'Opera di Italo Antico (1955/2005), Janus, 2005,  p. 125, ISBN 978-887-59-3004-2.